# Pierre Bitschiné
Pierre Adrien Alfred Bitschiné (ur. 12 września 1910 w Nancy, zm. 2 listopada 2001 tamże) – francuski szermierz, złoty medalista mistrzostw świata.
Podczas mistrzostw świata w Pieszczanach w 1938 roku Francuzi w składzie: Pierre Bitschiné, Henry Brethous, Henri Dulieux, Michel Pécheux, Bernard Schmetz i Albert Wolff zdobyli złoty medal w szpadzie drużynowej. Był to jego jedyny medal w zawodach tego cyklu.
Nigdy nie wziął udziału w igrzyskach olimpijskich.